# Porcupines Are Born Without Bristles
Porcupines Are Born Without Bristles (en búlgaro, Таралежите се раждат без бодли, transliterado como: Taralezhite se razhdat bez bodli, y también conocido como Hedgehogs Are Born Without Spines) es una película de comedia búlgara de 1971 dirigida por Dimitar Petrov. Fue inscrito en el Festival Internacional de Cine de Melbourne de 1972. La película fue seleccionada como la entrada búlgara a la Mejor Película en Lengua Extranjera en la 44.ª Premios de la Academia, pero no fue nominada.

## Sinopsis
Tres novelas tratan sobre la mentalidad de los niños, sus agitaciones y las cosas alegres y tristes de su vida cotidiana. La película está creada con mucho humor, alegría y gran amor por los niños.

## Reparto
- Ivaylo Dzhambazov como Tedi
- Neyko Neykov como Koko
- Petar Peychev como Denbi
- Andrey Slabakov como Kancho
- Ivan Arshinkov como Nasko
- Dimitar Tzonev como Mitko
- Sarkis Muhibyan como Bay Tanas
- Rumena Trifonova como Uchitelkata po peene Dilyanska
- Dimitar Panov como Dyadoto, koyto zhivee sam
- Nikolay Doychev como Dyadoto na Koko
- Vasil Stoychev como Klasniyat Penev
- Zlatina Doncheva como Maykata na Kancho
- Domna Ganeva como Maykata na Nasko